# Дом Наледина
Дом Наледина (в некоторых источниках Дом Нелединых) — здание купеческого особняка в Великом Устюге, по адресу Красная улица, дом 76. Памятник архитектуры елизаветинского барокко, построенный между концом 1760-х и началом 1770-х годов и по богатству декора уступающий только главному дому усадьбы Шилова. Объект культурного наследия России федерального значения.

## История
Дом был построен в рамках усадьбы между концов 1760-х и началом 1770-х годов и присутствовал на обмерном плане города 1772 года. Будучи построенной почти сразу после усадьбы Шилова, эта усадьба в стиле оформления была во многом ориентирована на неё, отличаясь лишь меньшим богатством внешнего убранства и срезанными углами основного объёма. На  1790 год усадьба принадлежала купцу Наледину, которому также принадлежал кожевенный завод неподалёку (ныне — дом 78 по Красной улице). К усадьбе местные исследователи относят дом 13 по Красноармейской улице, где были кладовые; ими же выдвигается предположение о наличии в изначальном комплексе усадьбы гораздо большего числа построек и занятии ей площади, сопоставимой с усадьбой Шилова.
В 1804 году в Великом Устюге был утверждён генеральный план, упразднивший до того хаотичную застройку городка. Согласно новой планировке особняк Наледина оказался в глубине квартала, а усадебная территория была значительно сокращена. В дальнейшем он неоднократно менял владельцев: в 1840 году он принадлежал Бабарыкиным, в 1867 году его приобрёл купец Николай Орешников, продавший после его купцу Кострову. В этот же период, примерно в середине XIX века с западной стороны к зданию была сооружена пристройка с лестницей на 2 этаж. В конце концов на 1917 год он оказался у купеческой вдовы Варвары Жилиной (в некоторых источниках — Филиной), по имени которой дом стал иногда именоваться Жилинским. После Октябрьской революции дом был национализирован и 26 ноября 1918 года стал муниципальной собственностью.
В начале 1919 года в здании особняка разместился земельный комитет Северо-Двинской губернии, но в скором времени он переехал в другое помещение, а особняк заняли другие ведомства: на первом этаже разместился губернский суд 1-го и 2-го участков, а на втором — губернская прокуратура. Они также пробыли в здании недолго, так как стараниями начальника губернского пожарного управления Гекинга дом передали под общежитие и квартиры работников пожарной охраны, усадебное же здание кладовых отдали под размещение действующей пожарной команды. В 1930-е годы в здании размещалась школа для слепых подростков. В годы Великой Отечественной войны в доме действовал тыловой госпиталь.
В послевоенные годы в здании поочерёдно сменялись различные учреждения. В 1968—1969 году особняк прошёл капитальный ремонт с перепланировкой и с 1970 года в нём разместился Дом работников народного просвещения. Во время ремонта был утрачен балкон на восточном фасаде, заложены кирпичом некоторые окна на обоих этажах, а на мезонине была сооружена более низкая кровля, чем в оригинальном проекте. Тогда же некоторые печи в интерьерах были разобраны, некоторые — переложены, утрачена внутренняя отделка.
20 февраля 1995 года указом Президента России Бориса Ельцина здание особняка Наледина было признано памятником архитектуры и поставлено под государственную охрану, как объект культурного наследия России федерального значения. В 2013—2015 годах «Вологдареставрация» провела капитальный ремонт и реставрацию памятника: были заменены инженерные коммуникации, вычинены слабые места в кирпичной кладке, отремонтированы перекрытия этажей и полы первого этажа, заново смонтирован ранее утраченный балкон на главном фасаде, а также восстановлена оригинальная цветовая гамма окраски, обнаруженная под более свежими слоями красочного покрытия.

## Описание
Особняк расположен в Великом Устюге по адресу Красная улица, дом 76 и располагается в глубине квартала, ограниченного Красной, Виноградова и Красноармейской улицами, а также Советским проспектом. Двухэтажное кирпичное здание прямоугольное в плане, со скруглёнными углами и имеет в центре главного, восточного фасада небольшой ризалит, завершающийся мезонином. Здание оштукатурено и покрашено, детали наружого декора выделены побелкой. По углам здание декорировано пилястрами, на первом этаже пилястры имеют форму простых рустованных накладок, в верхней и нижней части они украшены пышной лепниной. Этажи разделены идущим по фасадам профилированным поясом, второй этаж завершён широким карнизом с раскреповками. Арочные оконные проёмы второго этажа и мезонина обрамлены лепными наличниками, выполненными особенно пышно на ризалите и мезонине. Мезонин увенчан фронтоном, украшенным лепными гирляндами. В центре второго этажа восточного фасада размещён кованый балкон.
Внутренняя планировка здания одинакова на обоих этажах и продиктована разделением пространства на три части капитальными стенами. В центральной части, выделенной на фасаде ризалитом, около геометрического центра здания отгорожена прихожая с каменной лестницей, соединяющей оба этажа и мезонин. В боковых расположено по три анфиладно соединённых комнаты. В мезонине лестничная площадка разделяет собой два не связанных друг с другом помещения, ыходящих на противоположные стороны дома.

## Оценки и влияние
Дом Наледина — один из самых ярких памятников елизаветинского барокко в городе, по нарядности декора уступающий только главному зданию усадьбы Шилова, который, по мнению историков архитектуры и послужил для него образцом.